# David A. Stewart
David Allan Stewart, również Dave Stewart (ur. 9 września 1952 w Sunderland) – angielski muzyk i producent nagrań, wokalista, gitarzysta i multiinstrumentalista, członek grupy Eurythmics, założyciel grup Spiritual Cowboys, Vegas i Platinum Weird, kompozytor muzyki filmowej.

## Publikacje
- Sweet Dreams Are Made of This: A Life In Music, 2016, NAL, ISBN 978-0-451-47768-2.

## Dyskografia
Albumy
| Dave Stewart & Spiritual Cowboys | - Data: 21 sierpnia 1990 - Wydawca: Arista          | 38 | 50 | –  | –  | 9  |
| Honest                           | - Data: 1 stycznia 1991 - Wydawca: RCA Records      | –  | 86 | –  | –  | 49 |
| Greetings from the Gutter        | - Data: 30 września 1994 - Wydawca: Alex            | 93 | –  | 33 | 30 | 44 |
| Sly-Fi                           | - Data: 27 października 1998 - Wydawca: The Orchard | –  | –  | –  | –  | –  |
| The Blackbird Diaries            | - Data: 23 sierpnia 2011 - Wydawca: Surfdog Records | –  | –  | –  | –  | –  |
| „–” album nie był notowany.      |                                                     |    |    |    |    |    |

Ścieżki dźwiękowe
| Lily Was Here (oraz Candy Dulfer) | - Data: 10 czerwca 1989 - Wydawca: Anxious Records       | 35 | 20 | 28 | 29 |
| Jute City                         | - Data: 7 października 1991 - Wydawca: Anxious Records   | –  | –  | –  | –  |
| Cookie’s Fortune                  | - Data: 13 kwietnia 1999 - Wydawca: Windham Hill Records | –  | –  | –  | –  |
| Alfie (oraz Mick Jagger)          | - Data: 19 października 2004 - Wydawca: Virgin Records   | –  | –  | –  | –  |
| „–” album nie był notowany.       |                                                          |    |    |    |    |

Muzyka ilustracyjna
| Tytuł                                    | Dane dot. albumu                                         |
| ---------------------------------------- | -------------------------------------------------------- |
| Deepak Chopra, Grow younger, live longer | - Data: 25 września 2001 - Wydawca: Windham Hill Records |

## Filmografia
- „Hellhounds on My Trail: The Afterlife of Robert Johnson” (2000, film dokumentalny, reżyseria: Robert Mugge)[10]
- „Synth Britannia” (2009, film dokumentalny, reżyseria: Benjamin Whalley)[11]
- „The Invocation” (2010, film dokumentalny, reżyseria: Emmanuel Itier)[12]
- „My First Guitar” (2011, film dokumentalny, reżyseria: Nick Mead)[13]
- „The Making of The Blackbird Diaries and The Ringmaster General” (2012, film dokumentalny, reżyseria: Chris James Champeau, David A. Stewart)[14]
- „Stevie Nicks: In Your Dreams” (2013, film dokumentalny, reżyseria: Stevie Nicks, David A. Stewart)[15]
- „Bob Harris: My Nashville” (2014, film dokumentalny, reżyseria: John Williams)[16]